# 张謇号
張謇號是中華人民共和國第一艘萬米級深淵科學考察船，為11000米級載人深海潛水器彩虹魚級潛水艇的專屬母船。該船由上海海洋大學設計、浙江天時造船有限公司建造，是彩虹魚萬米級深淵科考體系的重要組成部分，並以近代實業家、上海海洋大學創始人張謇命名。

## 發展沿革
2015年3月，張謇號正式開工建造，總投資約2.2億元人民幣。2016年3月24日，張謇號在浙江溫嶺正式下水。其後進行試航與設備整合，並於當年底預定參與首次萬米級科考任務。

## 技術特點
張謇號採用雙機單槳推進、軸帶發電機與首尾側推系統，具備優良的操控與定點能力。該船除了可支援載人潛水器深潛任務外，也可進行一般性深海科考、海洋事故打撈、海底考古、深海攝影等多用途作業。

## 性能數據
張謇號船長97公尺、舷寬17.8公尺、設計吃水5.65公尺，排水量約4800噸，巡航速度12節，續航力達15000浬，可載60人，自持力達60日。

## 建造意義
張謇號是中國第一艘由民營企業資金主導建造的深海科考船，也是首艘專為萬米級載人深潛設計的支援平台。它是中國深淵載人系統「彩虹魚」的一部分，配合三台全海深着陸器、一台無人潛水器、一台載人深潛器構成全套深海探測能力，象徵中國深海裝備與民間科研合作的重要成果。